# XA
O termo XA, em ciência da computação, é uma referência ao padrão para processamento de transação distribuída especificado pelo consórcio X/Open. Ele descreve uma interface entre o gerenciador global de transação e o gerenciador local de recursos (um sistema de gerenciamento de banco de dados, por exemplo).
A especificação XA descreve o que um gerenciador de recurso deve fazer para suportar transações distribuídas. Os gerenciadores de recurso que seguem esta especificação são chamados de XA compliant (compatíveis com o padrão XA).